# I Want You To Stream
Az I Want You To Stream a Scooter 2020-ban megjelent koncertlemeze, mely egy online közvetített koncert utóbb kiadott hanganyaga. Az album digitális letöltés útján és a "God Save The Rave" nagylemez bónusz mellékleteként is elérhető.
A koncertet 2020. március 27-én rögzítették a Kontor Records "DJ Delivery Service" szolgáltatása keretében. A 2020-ban tomboló koronavírus-járvány miatt ugyanis a Scooter valamennyi koncertjét le kellett mondani, amit beterveztek - helyette a YouTube-on és a Facebookon élőben közvetítettek egy közönség nélkül, pusztán a technikus személyzet jelenlétében felvett koncertet. A felvétel a Kontor Records egyik hamburgi próbatermében készült, így a szokásos pirotechnikai elemek, ha korlátozott mértékben is, de használhatóak voltak.
A felvétel során H.P. Baxxter folyamatosan próbál kommunikálni a rajongókkal, felhívja őket, hogy maradjanak otthon, egyben bátorítja őket, hogy tartsanak ki, hogy minél előbb vége legyen a vírus miatti karanténhelyzetnek.

## Tracklista
1. Intro
2. One (Always Hardcore)
3. Ramp! (The Logical Song)
4. Bora! Bora! Bora!
5. My Gabber
6. God Save The Rave
7. Fire
8. How Much is The Fish?
9. The Age of Love (Nacho Remix)
10. Fuck The Millennium / Call Me Manana
11. J'adore Hardcore / Jumping All Over The World
12. Maria (I Like It Loud)
13. Which Light Switch Is Which?
14. Endless Summer / Hyper Hyper / Move Your Ass! (Noisecontrollers Remix)

## Érdekességek
- A "Fuck The Millennium / Call Me Manana" című szám közepéből szerzői jogi okok miatt kivágásra került a Depeche Mode "Just Can't Get Enough" című számából felhasznált dallamrészlet.